# Bouquet Junction
Bouquet Junction es un área no incorporada ubicada en el condado de Los Ángeles en el estado estadounidense de California.

## Geografía
Bouquet Junction se encuentra ubicada en las coordenadas 34°25′22″N 118°32′26″O / 34.42278, -118.54056.